# 陕西忠义官兵墓 (梅岭)
陕西忠义官兵墓，又名陕西忠义官弁兵夫合墓，位于中国湖南省长沙市，是咸丰年间从陕西驰援保卫长沙而首批阵亡的200余名将士的合葬墓，于2011年被列为湖南省省级文物保护单位。

## 历史沿革

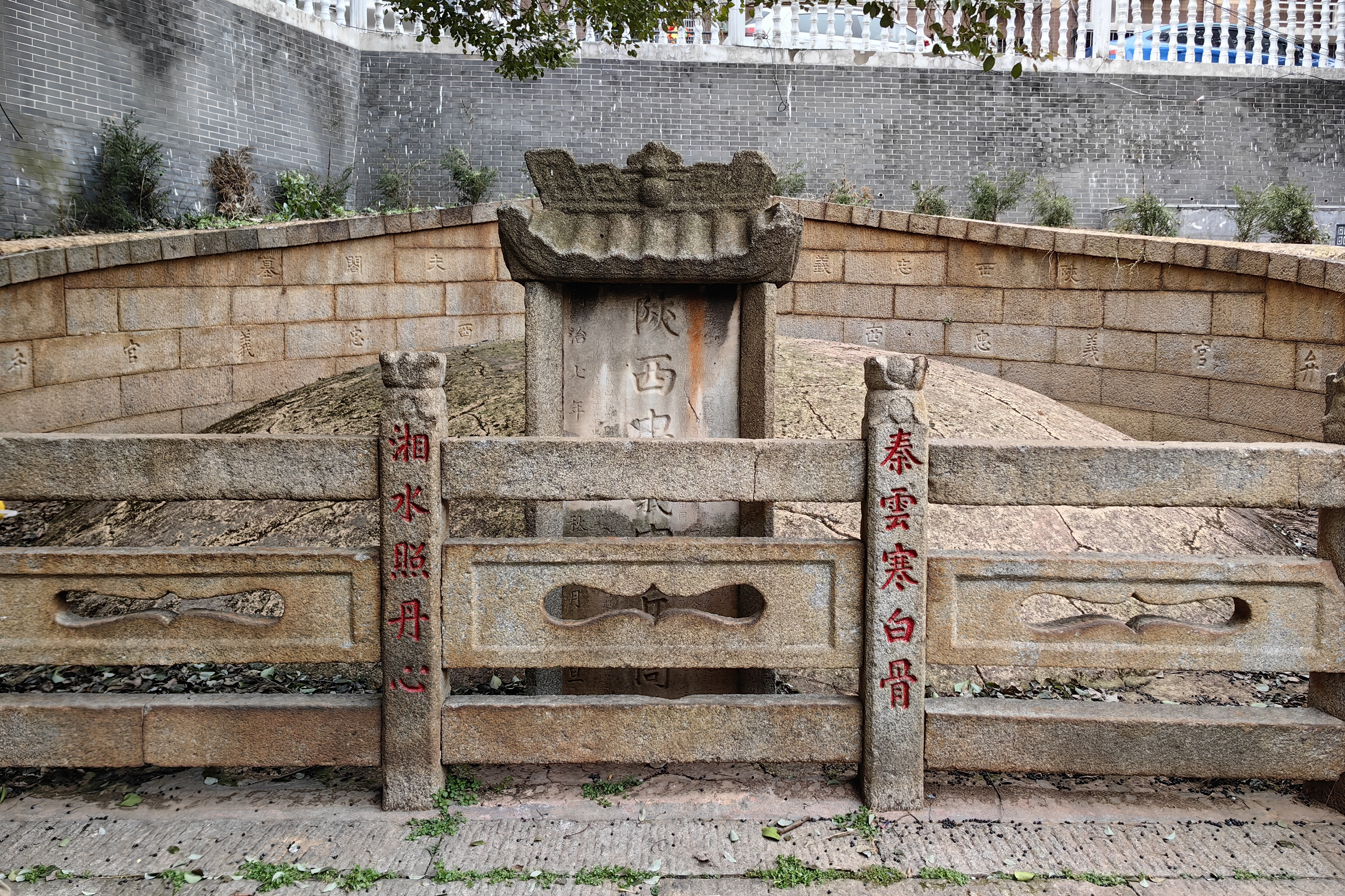
墓联“秦云寒白骨；湘水照丹心”

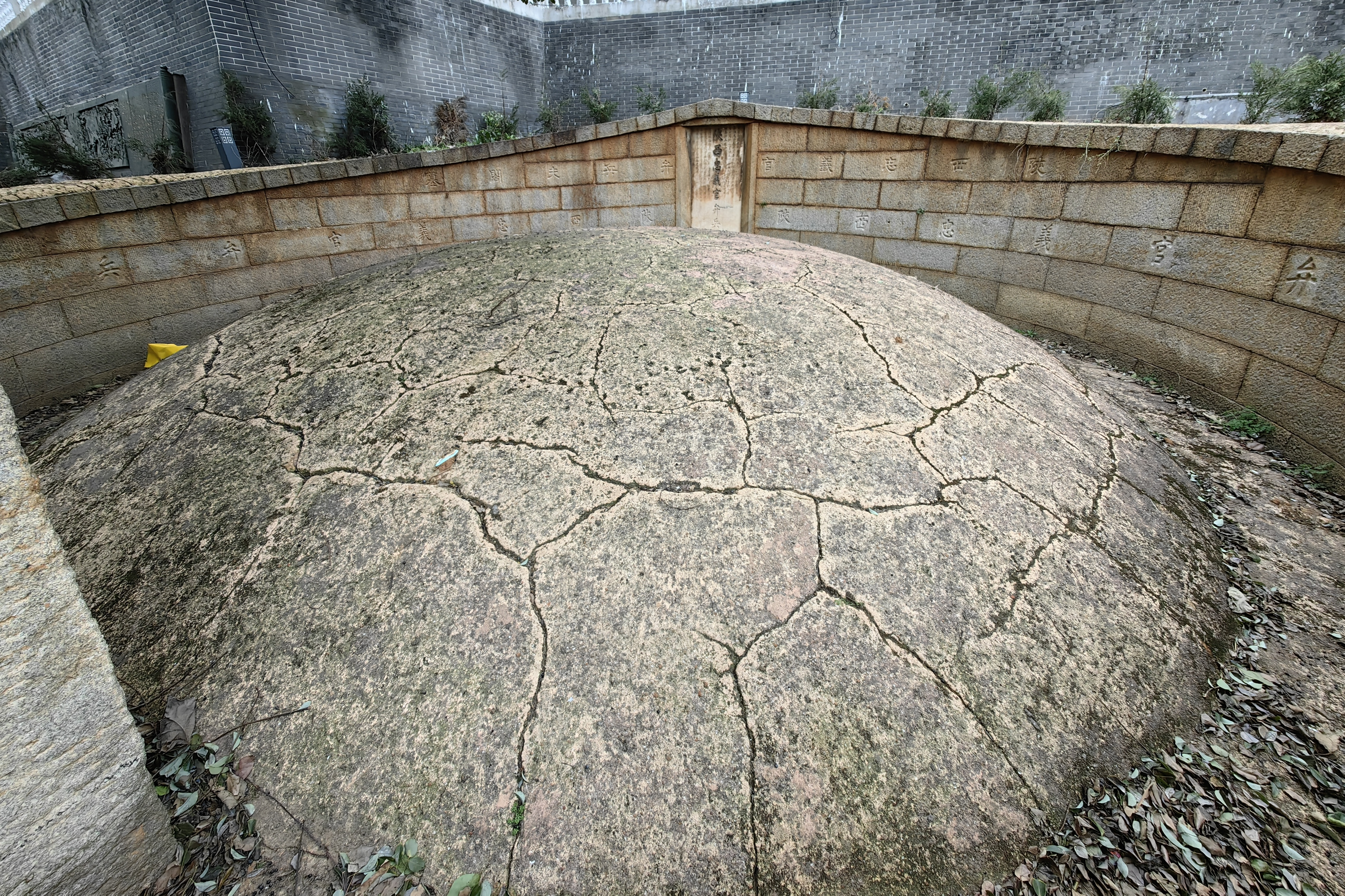
墓冢

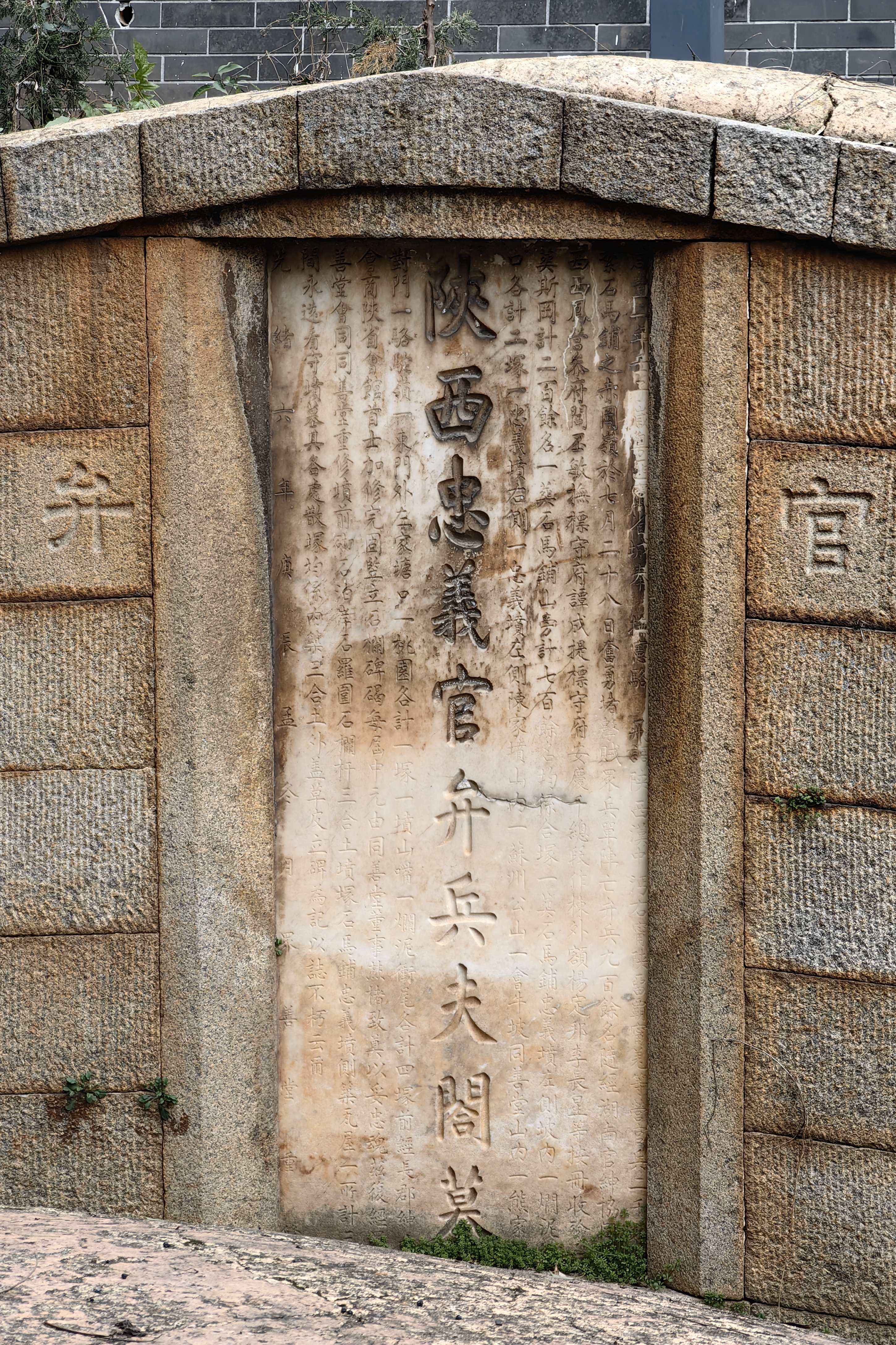
后碑 光绪六年立

清咸丰二年（1852年），太平军进兵湖南，湖南巡抚骆秉章上奏求援，咸丰帝调湖北、陕西、四川、贵州、云南、广东、福建、江西等省驰援，抵长陕西绿营兵约2000名。陕西绿营1000余人驻扎在长沙城南石马铺赤冈岭，后被萧朝贵突袭，总兵福成诚、副将尹培立等900余将士阵亡。萧朝贵阵亡后太平军退却，官民协力收殓陕军将士遗体，分葬多处，属石马铺赤冈岭旁（今石马铺墓）、熊家塘麻园内（今梅岭墓）两冢为大，分别葬七百余、二百余名将士。
同治七年（1868年），士绅捐资修葺陕兵各墓，其中两大冢石马铺墓及梅岭墓增宽一丈，建砌石栏，竖界碑。光绪六年（1880年），修葺墓葬。2009年，天心区人民政府拨款180万元墓修葺梅岭墓，并建忠义亭（原定秦湘亭）及文化墙，文化墙有浮雕及墓志。
2011年，梅岭官兵合葬墓被湖南省人民政府公布为省级文物保护单位。

## 墓葬规制

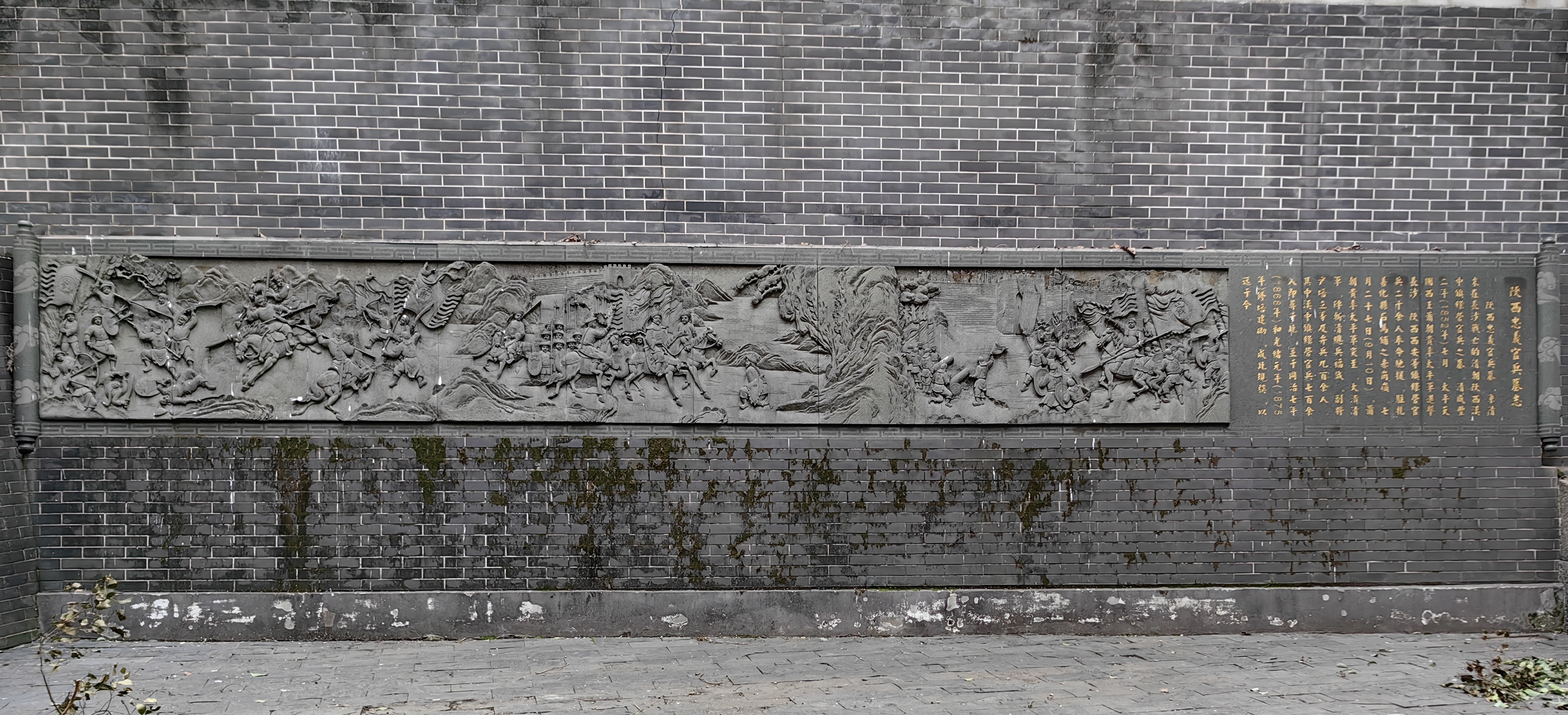
文化墙

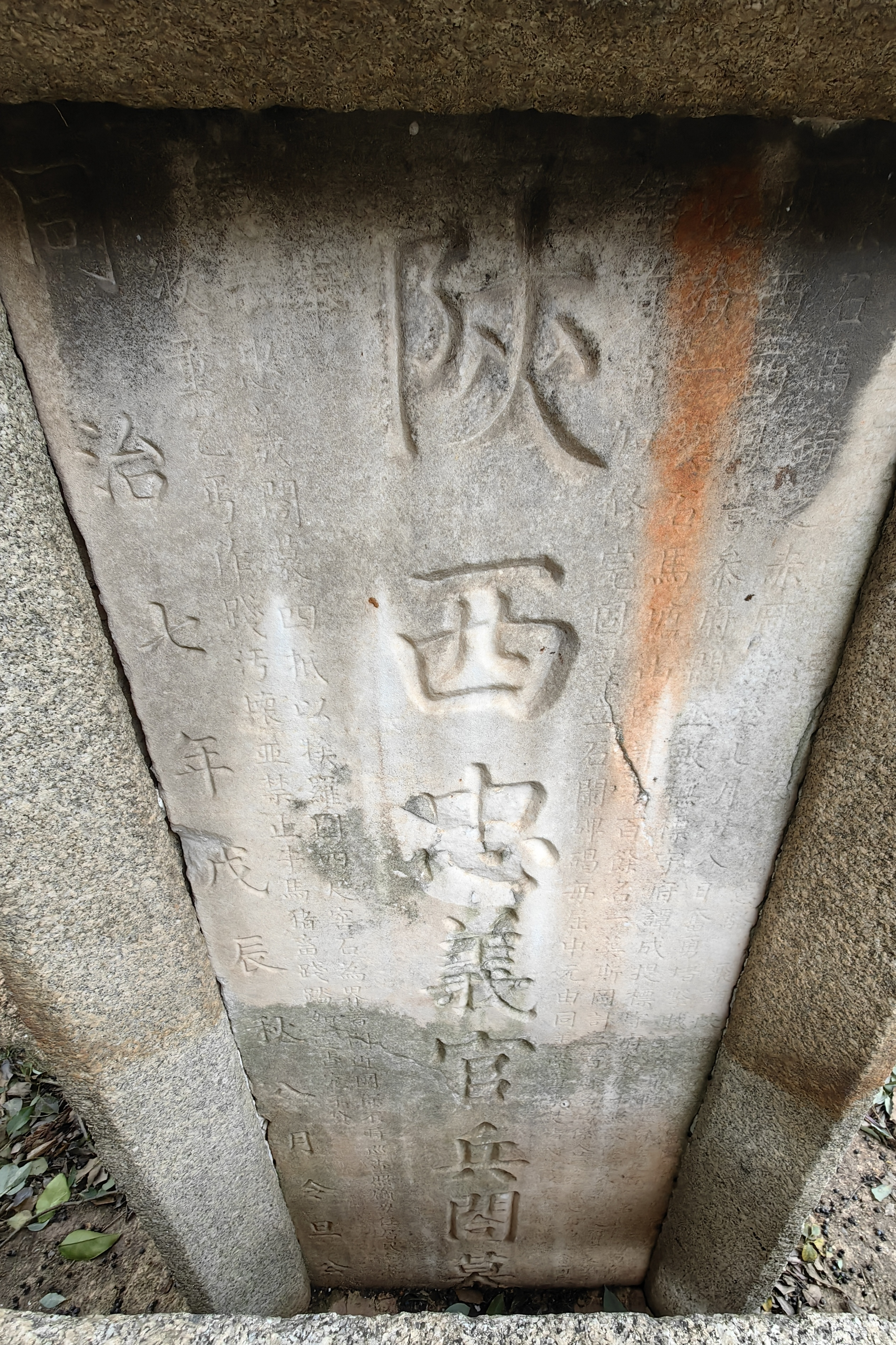
前碑 同治七年立

梅岭墓坐北朝南，占地约120平方米。墓前于同治七年（1868）立祁阳石墓碑，高1.8米，宽0.6米，庑殿式碑顶，中间刻葫芦，碑文用隶书阴刻“陕西忠义官兵合墓”。墓冢呈半球形，由三合土筑，直径8米，高1.1米。墓围砌以花岗岩，正中嵌汉白玉墓碑，高2米，宽0.9米，中间用楷书阴刻“陕西忠义官弁兵夫合墓”，小字刻石马铺之役概要，落款为“光绪六年”。墓栏立柱楷书题“秦云寒白骨；湘水照丹心”。

## 墓志铭
王先谦作铭：“小戎旧俗，慷慨犹存。勇气自古，皇风载振。巨奸漏网，乌集于楚。桓桓虎臣，爰帅我旅。执殳前驱，压军遽陈。千夫一心，有死无遁。天未弭乱，士元以丧。风悲同泽，骚泣国殇。戍人之灾，邑人之庇。峨峨斯邱，见者钦忾。表以贞石，万祀不磨。雄魂毅魄，永奠山河。”